# Little Silver
Little Silver és una població dels Estats Units a l'estat de Nova Jersey. Segons el cens del 2007 tenia 6.129 habitants.

## Demografia
Segons el cens del 2000, Little Silver tenia 6.170 habitants, 2.232 habitatges, i 1.810 famílies. La densitat de població era de 860 habitants/km².
Dels 2.232 habitatges en un 37,9% hi vivien nens de menys de 18 anys, en un 72,5% hi vivien parelles casades, en un 7% dones solteres, i en un 18,9% no eren unitats familiars. En el 16,8% dels habitatges hi vivien persones soles el 8,4% de les quals corresponia a persones de 65 anys o més que vivien soles. El nombre mitjà de persones vivint en cada habitatge era de 2,76 i el nombre mitjà de persones que vivien en cada família era de 3,13.
Per edats la població es repartia de la següent manera: un 27,4% tenia menys de 18 anys, un 4,2% entre 18 i 24, un 25% entre 25 i 44, un 27,7% de 45 a 60 i un 15,7% 65 anys o més.
L'edat mediana era de 41 anys. Per cada 100 dones de 18 o més anys hi havia 87 homes.
La renda mediana per habitatge era de 94.094 $ i la renda mediana per família de 104.033 $. Els homes tenien una renda mediana de 90.941 $ mentre que les dones 45.938 $. La renda per capita de la població era de 46.798 $. Aproximadament el 0,4% de les famílies i el 0,8% de la població estaven per davall del llindar de pobresa.

## Poblacions més properes
El següent diagrama mostra les poblacions més properes.